# Hôpital Frantz-Fanon
L'hôpital Frantz-Fanon est un hôpital algérien situé à Béjaïa, qui dépend du centre hospitalier universitaire de Béjaïa. Il a été fondé en 1896.

## Histoire
Aujourd'hui, il est l'un des plus appréciés d'Algérie pour la qualité de ses soins et ses services.[réf. nécessaire]. Ses principaux départements sont la chirurgie maxillo-faciale, l'oto-rhino-laryngologie et l'ophtalmologie. L'hôpital est également doté de son propre laboratoire de recherche.

## Liens
- Site officiel
- www.chubejaia.dz